# Lancia Alfa
La Lancia 12 HP Alpha fut le premier modèle automobile créé par la jeune marque Lancia en 1908.
Après des mois de mise au point et d'essais, dont les premiers remontaient au mois de septembre 1907, la production de ce premier modèle de la marque qui venait d'être créée, débuta véritablement en 1908, alors que ce châssis Lancia était exposé au VIIIe Salon de l'automobile de Turin, ce 18 janvier 1908, sous le nom de « Lancia 12 HP ». Le code usine du modèle était Tipo 51. La voiture sera rebaptisée « Alfa », en 1919, grâce au frère du constructeur, Giovanni (professeur de langues classiques), qui suggéra à Vincenzo Lancia d'utiliser les lettres de l'alphabet grec pour nommer ses futures voitures. La première d'entre elles fut l'Alfa (Alpha à la française).
La 12 HP était un véhicule peu courant et non conventionnel, avec un châssis assez bas et léger, dotée d'une transmission mécanique à cardans, au lieu des chaînes couramment utilisées à l'époque. Dotée d'un moteur à quatre cylindres, bibloc de 2 545 cm3, développant 12 ch à 1 000 tr/min (un régime élevé pour son temps), autorisant une vitesse de 90 km/h.
Le succès de cette nouvelle Lancia fut incontestable : plus d'une centaine d'exemplaires vendus et beaucoup seront exportés au Royaume-Uni et aux États-Unis.
Il faut ajouter que 5 ou 6 exemplaires de course ont été réalisés avec un empattement raccourci de 2 740 mm au lieu des 2 820 mm normalement.

## Caractéristiques techniques
- Dates production : 1908.
- Moteur : Lancia Tipo 51, longitudinal avant, quatre cylindres en ligne, bi-bloc en fonte de deux cylindres chacun, alésage 90 mm et course 100 mm, cylindrée totale 2 544,69 cm3, culasse fixe, bloc en aluminium, distribution par soupapes latérales (deux par cylindre) commandées par un arbre à cames latéral à engrenages, vilebrequin sur trois supports, taux de compression 4,8:1, puissance maxi 28 ch à 1 500 tr/min, régime maximum : plus de 1 800 tr/min, alimentation par carburateur vertical Lancia à deux étages, préchauffage du carburant par échangeur sur le radiateur, allumage haute tension (Bosch), lubrification gravitaire et pompe auxiliaire pour lubrifier les supports, variable en fonction du régime moteur, d'une capacité de 12 L, refroidissement par liquide avec une pompe centrifuge et radiateur nid d'abeilles.
- Transmission : arbre avec cardans, propulsion ; embrayage multidisque à bain d'huile ; boîte de vitesses en aluminium à quatre rapports avant et marche arrière ; rapports de boîte : 4,219:1 en première, 2,506:1 en seconde, 1,656:1 en troisième, prise directe (1:1) en quatrième, 4,219:1 en marche arrière ; rapport de réduction final (engrenages coniques) 3,062:1 (16/49).
- Suspensions : essieu rigide à l'avant avec lames longitudinales semi-elliptiques, essieu rigide à l'arrière avec lames longitudinales 3/4 d'ellipse.
- Freins: frein mécanique au pied agissant sur la transmission et frein à main sur les roues arrière.
- Pneumatiques : jantes en bois à rayons, pneumatiques 810 x 90.
- Direction : conduite à droite ; direction à vis.
- Châssis : en acier, longerons et traverses ; empattement 2 820 mm, voies avant et arrière 1 330 mm ; longueur 3 800 mm et largeur du châssis 1 615 mm ; poids du châssis 710 kg.
- Prestations : vitesse maxi 90 km/h (sur les différents rapports : 21 km/h en 1re, 36 en 2e, 54 en 3e et 90 en 4e).
- Prix catalogue année 1908 :
  - châssis nu : 10 000 lires ;
  - carrosserie double phaeton : 10 000 lires ;
  - carrosserie coupé luxe : 13 500 lires ;
  - carrosserie landaulet : 13 750 lires ;
  - carrosserie limousine : 13 000 lires.
- Numérotation châssis : du no 1 au no 137.

Parmi ces exemplaires, sont inclus 108 modèles 15 HP-Alfa, 23 modèles 18/24 HP-DiAlfa et 6 modèles 15 HP Corsa.